# 暗星 (暗物質)
暗星（英語：dark star）可能存在于宇宙形成之初，普通的恒星形成之前。大部分恒星都主要由普通物质构成，但暗星主要由中性微子构成，并通过暗物质的湮灭释放能量。这些热量能阻止暗星在重力作用下坍缩成普通恒星，因此其中的普通物质原子也不会发生核聚变。
在这个模型中，暗星是由一大团的氢和氦所组成的云，直径約达到4到2000个天文单位，由於表面温度较低，暗星只會發射出紅外線，即熱能，不會發射出可見光，因此裸眼无法观测到它释放的辐射。
如果现代宇宙中仍然存在暗星，通过伽马射线、中微子和反物质的释放，以及伴隨的冷氫分子雲可能可以探测到它们的存在，通常冷氫分子雲不會發射出這麼高能量的粒子。天文學者凱瑟琳·福麗姿表示，計畫於2018年發射升空詹姆斯·韦伯太空望远镜應該有能力探測到暗星的蛛絲馬跡。
2023年7月11日，《美国国家科学院院刊》刊载的一篇论文称，根据韦布空间望远镜拍摄到的图像经光谱分析确认，发现了三个（JADES-GS-z13-0、JADES-GS-z12-0、JADES-GS-z11-0）在大爆炸后约3.2亿~4亿年间被观测到的天体。这三个天体也成为迄今观测到的最古老的天体之一，而且其非常符合暗星的相关特征，可能是暗星。研究人员表示将使用韦布空间望远镜观测这三个天体光谱中的氦线，以确认它们是否是暗星。

## 外部連結
- Freese, Katherine; Gondolo, Paolo; Spolyar, Douglas. . Santa Fe (New Mexico): 42–44. 2008  [2022-04-21]. arXiv:0705.0521 . doi:10.1063/1.2905656. （原始内容存档于2022-04-21）.
- . Phys.org. 2007-12-03  [2022-04-21]. （原始内容存档于2022-04-21） （英语）.
- Freese, Katherine; Bodenheimer, Peter; Gondolo, Paolo; Spolyar, Douglas; Cline, David B. . AIP Conference Proceedings (Marina del Rey (California): AIP). 2009: 33–38  [2022-04-21]. arXiv:0812.4844 . doi:10.1063/1.3232192. （原始内容存档于2022-04-21） （英语）.